# 城关镇 (霍邱县)
城关镇，是中华人民共和国安徽省六安市霍邱县下辖的一个乡镇级行政单位。城关镇位于霍邱县北部，东濒城东湖，西临城西湖，北连水门公园，南接宋店乡，为县委、县政府驻地。是全县政治、经济、文化的中心。西周时为蓼国都城，故称“蓼都"。总面积58平方公里，其中，城区面积16平方公里，耕地面积35460亩。

## 行政区划
城关镇下辖以下地区：
师部社区、西湖社区、文庙社区、松滋社区、文昌社区、西坛社区、东坛社区、东湖社区、玉泉社区、蓼都社区、幸福社区、五岳社区、大同村、七里庙村、五里墩村、三里桥村、牌坊村、花台村、泽沟村、南戎西村、城东村、城南村、城北村和龙腾村。

## 自然景观
城东湖，城西湖、水门塘环绕城区东、西、北三面。位于城区规划区内的“水门公园"古称大业陂，为公元前622年楚相孙叔敖所建，距今已有2600多年历史，改建为水门公园后，成为本县旅游胜景。城东湖、城西湖是淮河中游最大湖泊，是正待开发的淮河文化旅游名片。按照国家3A级风景区标准整改建的烈士陵园，成为爱国主义教育基地。